# Dasyhelea affinis
Dasyhelea affinis är en tvåvingeart som beskrevs av Oskar Augustus Johannsen 1931. Dasyhelea affinis ingår i släktet Dasyhelea och familjen svidknott. Inga underarter finns listade i Catalogue of Life.